# オーウェン・グレイバーマン
オーウェン・グレイバーマン（Owen Gleiberman, 1959年2月24日 - ）は、アメリカ合衆国の映画評論家であり、『エンターテインメント・ウィークリー』で1990年の創刊以来執筆している。1981年から1989年までは『ボストン・フェニックス』で働いていた。
ミシガン大学を卒業している。彼の原稿は『プレミア』や『フィルム・コメント』、映画批評アンソロジー本『Love and Hisses』に掲載された。またナショナル・パブリック・ラジオやNY1で映画をレビューしている。ニューヨーク映画批評家協会の会員である。ジェラルド・ピアリーが監督した2009年のドキュメンタリー映画『For the Love of Movies: The Story of American Film Criticism』には評論家の1人として出演した。